# Amor (Achille Lauro)
Amor è un singolo del cantautore italiano Achille Lauro, pubblicato il 18 aprile 2025 come terzo estratto dal settimo album in studio Comuni mortali.

## Descrizione
Il brano, scritto dallo stesso cantautore con Daniele Nelli, in arte Danien, Jhoanna Bellina, e Matteo Ciceroni, in arte Gow Tribe, è prodotto da quest'ultimo con Danien ed è dedicato alla città di Roma, luogo in cui è cresciuto l'artista.

## Promozione
Il brano è stato eseguito in anteprima dallo stesso cantautore il 15 aprile 2025 durante un live show segreto in Piazza di Spagna a Roma.
Amor è stato utilizzato per lo spot pubblicitario del McDonald's, in onda dal mese di aprile 2025.

## Video musicale
Il video musicale, diretto da Gabriele Savino (xPuro) e girato al Foro Italico a Roma, è stato pubblicato in concomitanza all'uscita del brano attraverso il canale YouTube del cantautore e ha visto la partecipazione di diversi fan dell'artista.

## Tracce
Testi di Lauro De Marinis, Daniele Nelli, Jhoanna Bellina e Matteo Ciceroni, musiche di Daniele Nelli e Matteo Ciceroni.
1. Amor – 2:57

## Formazione
- Achille Lauro – voce
- Daniele "Danien" Nelli – basso, batteria, chitarra acustica ed elettrica, organo, pianoforte, programmazione, registrazione, produzione
- Davide Rossi – orchestra d'archi
- Matteo "Gow Tribe" Ciceroni – batteria, sintetizzatore, programmazione, voci di sottofondo, orchestra d'archi, registrazione, produzione

## Classifiche
| Classifica (2025) | Posizione massima |
| ----------------- | ----------------- |
| Italia            | 5                 |